# Kristina Ohlsson
Kristina Maria Ohlsson, född 2 mars 1979 i Kristianstad, är en svensk författare och säkerhetspolitisk analytiker. Hon har arbetat för olika myndigheter i Sverige och internationellt. 2009 debuterade hon som skönlitterär författare, där hon sedan dess skrivit för både en vuxen och ung publik. Ohlsson har översatts till ett 20-tal språk.

## Biografi

### Bakgrund och säkerhetspolitik
Kristina Ohlsson växte upp i Kristianstad och flyttade sedan till Stockholm, där hon studerade statsvetenskap. Därefter har hon arbetat som framför allt säkerhetspolitisk analytiker och rådgivare för Säkerhetspolisen, Rikspolisstyrelsen, Utrikesdepartementet och Försvarshögskolan samt fram till 2012 som "Counter Terrorism Officer" på OSSE i Wien.
Hon har därefter varit bosatt i Stockholm. Hon har även skrivit facktexter om Mellanösternkonflikten och EU:s utrikespolitik.

### Författarkarriären

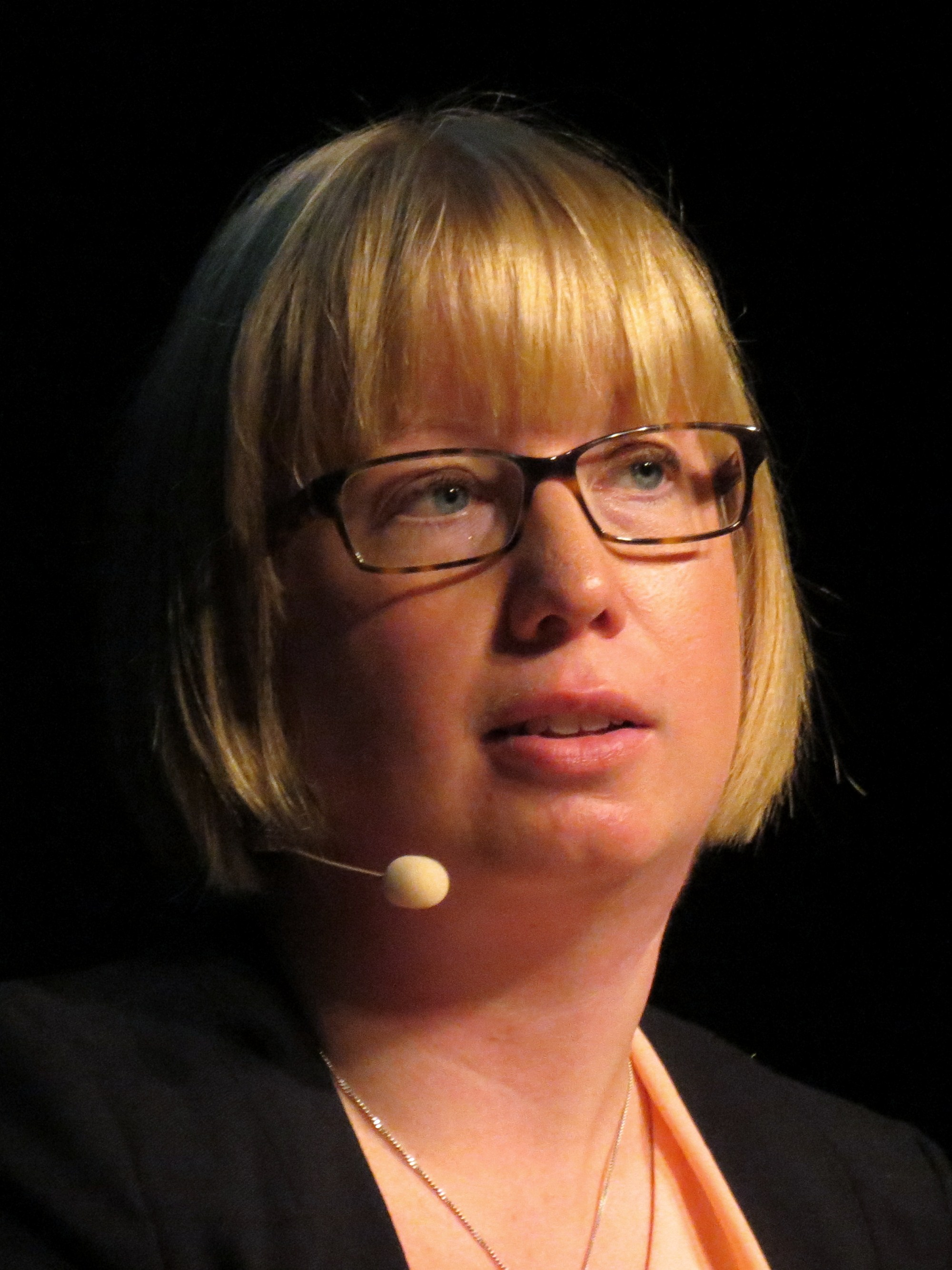
Kristina Ohlsson på bokmässan i Göteborg 2014.

2009 förverkligade hon sin barndomsdröm att bli skönlitterär författare, med utgivningen av sin romandebut Askungar på Piratförlaget. Där introducerades en trio poliser med utredaren Fredrika Bergman som huvudperson. Boken följdes av titlarna Tusenskönor, Änglavakter, Paradisoffer, Davidsstjärnor och Syndafloder. Flera av böckerna inkluderar komplicerade händelsekedjor med internationella förgreningar.
2014 presenterades den första boken med Martin Benner i huvudrollen. Thrillern, med en handling delvis förlagd till Texas, har följts upp av Mios blues (2015) och Henrys hemlighet (2019). 2016 kom Ohlssons första renodlade skräckroman – Sjuka själar.
Den bohuslänske butiksägaren August Strindberg är huvudperson i fyra böcker (hittills) som inleddes 2020 med Stormvakt. Under de påföljande åren kom i serien även Isbrytare (2021),  Skuggläge (2022) samt Frälsarkransen (2024).
År 2013 debuterade hon som barnboksförfattare med spänningsboken Glasbarnen. För boken tilldelades hon Sveriges Radios Barnens romanpris 2013. Dessa följdes av Silverpojken och Stenänglar 2014 respektive 2015. Senare har Ohlsson för en yngre läsekrets även författat bland annat Mysteriet på Hester Hill (2015) och Mysteriet på Örnklippan (2017). För samma läsare har hon presenterat de tre böckerna Zombiefeber (2016), Varulvens hemlighet (2017) och Mumiens gåta (2018).

### Fredrika Bergman som huvudperson
- 2009 – Askungar
- 2010 – Tusenskönor
- 2011 – Änglavakter
- 2012 – Paradisoffer
- 2013 – Davidsstjärnor
- 2017 – Syndafloder

### Martin Benner som huvudperson
- 2014 – Mannen utan sorg
- 2014 – Lotus blues
- 2015 – Mios blues
- 2019 – Henrys hemlighet

### August Strindberg som huvudperson
- 2020 – Stormvakt
- 2021 – Isbrytare
- 2022 – Skuggläge
- 2024 – Frälsarkransen
- 2025 – Nattankare

### Glasbarnen
- 2013 – Glasbarnen (barn-/ungdomsbok)
- 2014 – Silverpojken (barn-/ungdomsbok)
- 2015 – Stenänglar (barn-/ungdomsbok)

### Zombiefeber
- 2016 – Zombiefeber (barn-/ungdomsbok)
- 2017 - Varulvens hemlighet (barn-/ungdomsbok)
- 2018 - Mumiens gåta (barn-/ungdomsbok)

### Övriga, fristående böcker
- 2014 – Den bekymrade byråkraten : en bok om migration och människor
- 2015 – Mysteriet på Hester Hill (barn-/ungdomsbok)
- 2016 – Sjuka själar
- 2016 – Det magiska hjärtat (barn-/ungdomsbok)
- 2017 – Mysteriet på Örnklippan (barn-/ungdomsbok)
- 2019 – Mysteriet på Ödeborgen (barn-/ungdomsbok)
- 2020 – Spökhusets hemlighet (barn-/ungdomsbok)
- 2021 – Spökbyrån. Fallet med den rysliga skuggan
- 2023 - Eldhjulet

## Priser och utmärkelser
- 2013 – Barnens romanpris för Glasbarnen
- 2014 – BMF-plaketten "Din bok - vårt val" för Silverpojken
- 2014 – Bokjuryn 10-13 för Silverpojken